# Werner Zurbriggen
Werner Zurbriggen, né le 6 octobre 1931 à Saas Almagell en Valais et mort le 8 décembre 1980 à Saas Fee, est un peintre et graphiste suisse, actif dans les domaines de l'art pariétal et du vitrail.

## Biographie
Il a réalisé les vitraux de la nouvelle église paroissiale (1972) de Riddes.
Il est l’auteur aussi de peintures murales (1956-1959) à l’église de Saas Balen, de vitraux à celle de Salgesch (1961), d’un chemin de croix en mosaïque à l’église de Saas Fee (1962), d’un relief en mosaïque illustrant saint Martin (1968 à la cure de Gondo (Zwischbergen)).

## Sources
- SIKART Lexikon zur Kunst in der Schweiz